# Серей
Серей се нарича секрет образуван в резултат на смесването на секретите от потните и мастните жлези в руното на овцете. При съприкосновение на мастния секрет с потта се получава частично осапуняване на мазнините.

## Състав
Върху количеството и качеството на серея оказват влияние породата, полът, възрастта, болестите, храненето, климатът и редица други фактори. В него се различават разтворими и неразтворими във вода съставни части. Неразтворимите във вода са разворими в сероводород. Частите от които е изграден се разделят на твърди восъкоподобни и меки мастоподобни вещества. Освен секретите от двата вида жлези към серея допълнително се примесват в различна степен пръст, тор, прах, слама, отпадни клетки от епитела и други, които придават на вълната нечист вид.
Непрана вълна, която съдържа серей се нарича „серлива“ или „серлява вълна“.

## Видове
В практиката се наблюдават два вида серей:
- Лесноразтворим (доброкачествен) серей – съдържа голямо количество леснотопящи се мастни киселини и много сапун, вследствие на което лесно се разтваря в топла вода. Вълна съдържаща такъв тип серей лесно се изпира при обработка и не променя своето качество. Този тип серей се среща при грубовълнестите породи и някои типове мериносови овце.
- Мъчноразтворим (злокачествен) серей – за изпирането на вълна съдържаща този тип серей е необходимо използването на различни разтворители в резултат на което се влошава качеството ѝ. Такъв тип серей отделят гъстовълнестите мериноси.

В зависимост от цвета на серея се наблюдават няколко вида, които отново са свързани с качеството му.
- бял – лесно се изпира и разтваря
- светложълт – лесно се изпира и разтваря
- тъмножълт или оранжев – по-гъст и мъчноразтворим
- зелен – восъкоподобен, разтеглив вследствие на голямото количество стеарин, твърде мъчно разтворим
- ръждивожълт – мъчноразтворим, в повечето случаи се наблюдава при дефектни вълни.

## Значение
За отделните индивиди сереят оказва роля в предпазването на организма от проникване и просмукване на влага в руното като по този начин запазва тялото. Има и значение в терморегулацията на организма. При мериносовата вълна сереят има роля при формирането на влакната и фитилите в руно.
В текстилната промишленост сереят има значение при запазване на свойствата и качеството на вълната.
В народната медицина се използва серлява вълна при кръвоспиране.